# Jan Ullrich
Jan Ullrich (født 2. december 1973 i Rostock, Østtyskland) er en tidligere professionel tysk cykelrytter. Ullrich blev et ikon for Tour de France i anden halvdel af 90'erne til midt i 00'erne - kendt for den markante lyserøde T-Mobile cykeltrøje, eller løbets hvide ungdomstrøje. Jan Ullrich kørte sammen med Bjarne Riis på det daværende tyske cykelhold Team Telekom.
International cykelsport lagde mærke til Ullrich første gang i 1993, da han blev verdensmester i landevejsløb for amatører. I 1994 vandt Ullrich, 20 år gammel, på det tidspunkt som amatørrytter, bronze ved VM i enkeltstart for professionelle. Siden fulgte en stribe topresultater – blandt andet sejren i Tour de France i 1997 og i Vuelta a España 1999. Han blev verdensmester i enkeltstart i 1999 og i 2001. Herudover vandt Ullrich, blandt de største resultater, i 2000 en guldmedalje i landevejsløbet og en sølvmedalje i enkeltstart ved OL i Sydney i år 2000.

## Karriere

### De unge år
Ullrich vandt sit første cykelløb i en alder af ni år, mens han kørte for Dynamo Rostock. Han begyndte på KJS Sportsschule i Berlin i 1986. Skolen lukkede imidlertid to år efter Berlinmurens fald. I 1988 blev han østtysk ungdomsmester. Ullrich, der blev trænet af først Peter Sager og siden Peter Becker, og nogle holdkammerater, sluttede sig efter murens fald, til en amatørklub i Hamborg indtil 1994. Han sluttede i 1994 på tredjepladsen bag Chris Boardman og Andrea Chiurato i verdensmesterskabet i enkeltstart for professionelle ryttere, mens Ullrich stadig var amatørrytter og 20 år gammel.
Den 1. september 1994 begyndte Ullrich hos Telekom-holdet, hvor han fra 1995 blev professionel ved sportsdirektør Walter Godefroot. I 1995 tog Ullrich til et mindre tysk etapeløb, Hofbrau Cup, hvor han sluttede på tredjepladsen. Ullrich startede i Vueltaen senere samme år. Det var hans første grand tour deltagelse, men han måtte opgive og udgå på 12. etape. I 1995 blev han tysk mester i enkeltstart, og opnåede top ti placeringer på etaper i Tour de Suisse 1995.

### Gennembruddet i 1996
Ullrich opgav en plads i 1996 på det tyske olympiske hold for at deltage i sit første Tour de France. Han sluttede som nr. 37 på prologen 33 sekunder efter vinderen af prologen Alex Zülle. Han var placeret inden for top 20 i klassementet, indtil bjergene på 7. etape, hvor den forsvarende mester Miguel Indurain første gang tabte tid under sit forsøg på at vinde sin sjette sejr i træk. Ullrich sluttede 30 sekunder efter vinderen på 7. etape fra Chambery til Les Arcs, kun 22 sekunder efter sin holdkaptajn Bjarne Riis, mens Indurain sluttede fire minutter og 19 sekunder efter etapevinderen Luc Leblanc. På den efterfølgende bjergenkeltstart på 8. etape fra Bourg St. Maurice til skisportsstedet Val d' Isere sluttede Ullrich 32 sekunder efter Riis, der blev nummer to på etapen efter Berzin, der vandt etapen med et minut og syv sekunder til Ullrich. På 9. etape til skisportsstedet Sestriere kørte Riis sig i den gule trøje, mens Ullrich sluttede 44 sekunder efter, og rykkede frem til femtepladsen i det samlede klassement, et minut og 38 sekunder efter Riis.
Efter 16. etape, en bjergetape til Hautacam, var Ullrich på fjerdepladsen i det samlede klassement 3:39 efter Riis i den gule trøje. På 17. etape til Pamplona sad Ullrich med Riis i et udbrud, hvor også bjergrytterne Virenque, Dufaux, Leblanc og Escartin m.fl. var med. De kom til målbyen Pamplona 8:30 før Indurain, Tony Rominger, Abraham Olano og Bo Hamburger m.fl. Efter 17. etape var Ullrich på andenpladsen i det samlede klassement 3:59 efter Riis. Ullrich vandt den afsluttende enkeltstart på 20. etape fra Bordeaux til Saint Emilion over 63,5 kilometer i et stærkt felt af enkeltstartsryttere, herunder hans kaptajn Bjarne Riis, den femdobbelte Tour-vinder Indurain, Jevgenij Berzin, Olano, Chris Boardman, Rominger og Zülle. Ullrich sluttede på løbets samlede andenplads, og vandt ungdomstrøjen. Ungdomstrøjen tildeles den rytter under 26 år, der slutter bedst i det samlede klassement.

### Sejren i 1997
Ullrich fik en god start på Tour de France, hvor han sluttede som nummer to på prologen to sekunder efter prolog-specialisten Chris Boardman. På 9. etape, den første bjergetape, kørte Ullrich som hjælperytter for Riis. Riis sluttede imidlertid 30 sekunder efter Richard Virenque, Marco Pantani og Ullrich. På 10. etape fra Luchon til Andorra Arcalis, hvor Riis igen var i problemer, lod Ullrich sig falde tilbage til teambilen for at spørge om lov til at angribe. Han vendte tilbage til førergruppen og rykkede kort efter fra bjergrytterne Pantani og Virenque. Ullrich kom i mål et minut og otte sekunder før de to bedste bjergryttere og hele tre minutter og 23 sekunder foran Riis. Ullrich kørte sig i gult på 10. etape og havde herefter to minutter og 58 sekunder til Virenque på løbets andenplads og fire minutter og 46 sekunder til Olano på tredjepladsen.
På 13. etape til L'Alpe d'Huez blev Ullrich udfordret af Pantani, der var mere end ni minutter efter i den samlede stilling. Ullrich var den eneste, der kunne følge Pantani, og fik begrænset sit tidstab til 47 sekunder og sluttede som nummer to på etapen. Pantani angreb igen på bjergetapen til Morzine og vandt den, mens Ullrich igen fik begrænset sit tidstab og kom i mål sammen med Virenque et minut og sytten sekunder efter etapevinderen. På den sidste enkeltstart øgede Ullrich sin føring i forhold til Virenque, og den følgende dag blev han den første tysker til at vinde Tour de France. I en alder af 23 år blev han den fjerde yngste vinder af Tour de France siden 1947. I slutstillingen var Ullrich mere end ni minutter foran Virenque og 14 minutter foran Pantani på den samlede tredjeplads. Team Telekom vandt løbets holdkonkurrence i 1997.
Umiddelbart efter Tour de France 1997 vandt Ullrich semi-klassikeren HEW Cyclassics i Hamborg.

### Skuffelsen i 1998
Ullrich gik ind til 1998-udgaven som forsvarende Tour de France-vinder, og erobrede den gule trøje på løbets 7. etape, en enkeltstart på 58 km fra Merygnac l'Eglise til Correze. Hans forspring til nummer to Tyler Hamilton, var på et minut og ti sekunder. Marco Pantani, der kom til løbet som vinder af Giro'en tidligere på sæsonen, angreb på 10. etape fra Pau til Luchon, hvor Pantani kom i mål 23 sekunder før Ullrich. Kun Riis var der til at hjælpe med at begrænse tidstabet til Pantani. På 11. etape fra Luchon til Plateau de Beille gik Pantani igen i angreb. I første omgang kunne Ullrich sidde med, men sammen med gruppen af forfølgere måtte han lade Pantani køre væk. Efter 10. etape dagen før var Pantani fire minutter og 41 sekunder efter Ullrich i den samlede stilling.
På 15. etape fra Grenoble til Les Deux Alpes angreb Pantani igen. Pantani gik i angreb allerede på stigningen Galibier, og Ullrich var uden støtte fra sine hjælperyttere. Det var tåget og vejene var våde. På toppen af Galibier var der flere ryttere, der havde problemer på grund af kulden og regnen - det var kun fire grader på toppen af bjerget. På nedkørslen fra Galibier øgede Pantani sin føring til Ullrich. Ved bunden af den sidste stigning, Les Deux Alpes, havde Pantani næsten fire minutters forspring til Ullrich. Telekom-holdet bragte Udo Bölts og derefter Riis frem for at hjælpe Ullrich. Pantani overtog løbets føring efter hans etapesejr, hvor Ullrich sluttede otte minutter og 57 sekunder efter, og faldt tilbage til løbets samlede fjerdeplads næsten seks minutter bag Pantani.
Ullrich gik i angreb dagen efter på 16. etape fra Vizille til Albertville op ad stigningen Col de la Madeleine. Kun Pantani kunne følge ham. Ullrich gjorde alt arbejdet op ad Col de la Madeleine med Pantani på hjul. Efter bjergpasset begyndte de at arbejde sammen. Ullrich vandt en tæt sprint ved etapens afgørelse i dalbyen Albertville, hvor Bobby Julich, der samlet var på løbets andenplads, blev sat med et minut og 49 sekunder, og Ullrich rykkede op på løbets samlede tredjeplads. Ullrich vandt herefter den sidste etape, en 52 kilometer lang enkeltstart, fra Montceau-les-Mines til Le Creusot, hvor Ullrich hentede 2:35 på Pantani og sluttede på løbets samlede andenplads, 3:21 efter Marco Pantani  og med 39 sekunder til Julich på den samlede tredjeplads.

### Styrt, knæskade og Vuelta-sejren i 1999
I 1999 var Ullrich involveret i et styrt i løbet Tyskland Rundt og kom derfor ikke til start i Tour de France 1999 på grund af en knæskade. Han blev imidlertid løbsklar i løbet af efteråret og stillede op i Vuelta a España. På den første bjergetape, løbets 5. etape, vandt Ullrich marginalt over den forsvarende Vuelta a España-vinder Abraham Olano fra Team ONCE i en sprintafgørelse, der omfattede Frank Vandenbroucke, Roberto Heras og Davide Rebellin. Olano overtog den førende rytters gyldne trøje med Ullrich 10 sekunder efter på løbets 2. plads. Olano vandt den følgende 6. etape, en enkeltstart på 46,4 kilometer, med 57 sekunder til Ullrich og øgede sin føring til 1:07 til Ullrich. På 11. etape vandt Ullrich 30 sekunder tilbage på Olano. Ullrich tog løbets føring på 12. etape, der blev vundet af Igor González de Galdeano, hvor Olano tabte mere tid på grund af et brækket ribben og sluttede mere end syv minutter efter Ullrich. Olano udgik dagen efter på 13. etape.
Galdeano var rykket op på en samlet 2. plads og blev en tæt konkurrent til Ullrich kun 36 sekunder efter. På 18. etape lagde Team Banesto og andre spanske hold hårdt pres på for at køre Ullrich træt, der kæmpede på den sidste stigning, og fik begrænset sit tab til González. I den sidste enkeltstart på 46 km vandt Ullrich med 2:50 til Alex Zulle, der blev nummer to på etapen og med 3:44 til løbets nummer to Gonzales, hvormed Ullrich udbyggede sin samlede føring til fire minutter og 15 sekunder til Galdeano, der endte på en samlet andenplads og med Heras på tredjepladsen 5:57 efter vindertiden.

### Tour de France 2000
Til Tour de France 2000 skulle Ullrich konkurrere med de seneste to vindere af løbet, Lance Armstrong og Marco Pantani. Årgang 2000 indledtes ikke, som det ellers var traditionen på det tidspunkt, med en prolog, men med en kort enkeltstart på 16,5 km. Specialisten David Millar vandt etapen i Futuroscope, Armstrong sluttede to sekunder efter på andenpladsen, mens Ullrich var 14 sekunder efter på fjerdepladsen. Ullrichs tid var god set i forhold til ryttere som Zülle, Olano, Beloki, Hamilton og Vjatjeslav Jekimov. Ullrich tabte yderligere 40 sekunder på holdenkeltstarten på 4. etape, hvor Team Telekom kom ind på tredjepladsen efter US Postal og Team ONCE, der vandt den 70 kilometer lange holdkørsel fra Nantes til Saint-Nazaire. På 10. etape til Hautecam sluttede Ullrich som nummer 13 og tabte tid til Armstrong, der sluttede på andenpladsen, og dermed førte klassementet med 4 minutter og 14 sekunder til Ullrich på andenpladsen. Pantani sluttede som nr. 21, 5 minutter og 52 sekunder efter etapevinderen Javier Otxoa, der kunne iføre sig bjergtrøjen efter etapen.
Pantani var imidlertid bedre kørende på 12. etape, bjergetapen til Mont Ventoux, men havde svært ved at sidde med klassementsfeltet, hvor Ullrich tog lange føringer. Undervejs op ad den meget lange stigning havde Pantani problemer med at hænge på gruppen med Armstrong og Ullrich m.fl., men på de sidste afgørende fem kilometer sad han komfortabelt i førergruppen og satte et stærkt angreb ind, hvor han kørte fra alle. Senere kørte Armstrong efter ham, indhentede Pantani alene, og de to fulgtes til mål, hvor Pantani vandt etapen. Ullrich kom i mål sammen med Beloki 29 sekunder efter de to førnævnte. Ullrich fik et bedre resultat på etapen til Mont Ventoux, end på løbets første bjergetape. På 14. etape, en bjergetape til fra Draguignan til Briancon, som Santiago Botero vandt,  kom Ullrich og Armstrong samlet i mål og Pantani vandt fem sekunder ind på dem. 15. etape til Skisportsbyen Courchevel vandt Pantani, som hentede 50 sekunder ind på Armstrong, Ullrich blev sat med 2:31 til Armstrong. Ullrich blev sat af Beloki og var 7:26 efter Armstrong på en samlet andenplads to sekunder foran Beloki. På 16. etape til Morzine tog Ullrich revanche, satte Armstrong på en bjergetape med mål i dalen, og kom i mål et minut og 36 sekunder før Armstrong. Virenque vandt etapen, og Ullrich blev nummer to 24 sekunder efter. I den samlede stilling var Ullrich 5 minutter og 37 sekunder efter. Vinderen fra 1998, Pantani, udgik efter 16. etape med maveproblemer. På løbets sidste enkeltstart, en helt flad rute, over 58,5 km fra Fribourg-En-Brisgau til Mulhouse kunne kun Ullrich matche Armstrong, der dog vandt med 25 sekunder foran Ullrich. Efter 11 kilometer var Ullrich og Armstrong helt lige, men ved første mellemtid efter 20,5 km var Armstrong 5 sekunder hurtigere. Ved 38 km var Armstrong 55 sekunder hurtigere end Ullrich, men Ullrich reducerede til 25 sekunder ved 44 km. På målstregen indhentede Ullrich Beloki og satte ham med 3:01. I den samlede stilling var Ullrich herefter på andenpladsen, seks minutter og to sekunder efter Armstrong. Ullrich havde dog fire minutter og to sekunder til Beloki på tredjepladsen, der sluttede løbet ti minutter og fire sekunder efter Armstrong.

### OL 2000
Efter Tour de France kom OL samme år i Sydney, og her var Ullrich og Armstrong blandt forhåndsfavoritterne, selv om et endagsløb ikke er det samme som et etapeløb, og ingen af de to var kendt som store sprintere. Imidlertid skete der det med 25 km tilbage af løbet, at tre ryttere fra Deutsche Telekom slap fri af feltet, nemlig tyskerne Ullrich og Andreas Klöden samt Aleksandr Vinokurov fra Kazakhstan. De to sidstnævnte var hjælperyttere for Ullrich på holdet, og derfor var det ikke overraskende, at denne ved målet kunne sikre sig sejren, mens Vinokurov blev toer og Klöden treer. De var ved mål næsten halvandet minut foran feltet.
Armstrong og Ullrich var igen blandt favoritterne i enkeltstarten tre dage senere og var de to sidste blandt de 38 startende, der blev sendt af sted. Inden de kom i mål, havde den russiske tidligere banerytter og olympiske guldvinder Vjatjeslav Jekimov sat bedste tid med 57.40,420 minutter for de 46,8 km, og hverken Ullrich eller Armstrong kunne følge med i det tempo allerede ved første mellemtid. Ullrich kørte på 57.48,333 minutter og hentede dermed sølv og sin anden medalje ved legene, mens Armstrong kørte på 58.14,267 minutter på tredjepladsen. Bronzemedaljen blev nogle år senere taget fra ham som følge af hans dopingdom.

### Tour de France 2001
Året blev Ullrichs første forsøg på revanche på Armstrong, der stod som dobbeltvinder af Tour de France. Løbet blev tættere mellem Ullrich og Armstrong end i 2000. Den franske rytter Christophe Moreau vandt prologen, Armstrong kom i mål på prologens tredjeplads plads, fire sekunder efter vindertiden og Ullrich på fjerdepladsen syv sekunder efter. På holdenkeltstarten på 5. etape fra Verdun til Bar-le-Duc havde Ullrich tabt 1:19 til Beloki og 24 sekunder til Armstrong. På bjergenkeltstarten på 11. etape sluttede Ullrich på andenpladsen et minut efter Armstrong, dog stadig med Simon Francois som førende i det samlede klassement. Dagen inden gik etapen til L'Alpe d'Huez, hvor Armstrong på 10. etape kom først i mål og ved starten af 11. etape, bjergenkeltstarten, var Armstrong bedst placeret i det samlede klassement. Ullrich havde sat Beloki med 10 sekunder dagen inden på 10. etape til L'Alpe d'Huez.
Bjergenkeltstarten var på 32 kilometer og gik fra Grenoble til skisportsstedet Chamrousse. Ullrich startede som fjerdesidste rytter på enkeltstarten, hvor han slog Beloki med 0:35 efter lidt mere end en time og 8 minutters bjergenkeltstart. På 12. etape, en bjergetape med mål på toppen af bjerget Ax-Les-Thermes, satte Ullrich Beloki med 23 sekunder, hvor Armstrong vandt 23 sekunder på Ullrich. Ullrich var herefter 1 sekund efter Beloki og 4:05 efter Armstrong i den samlede stilling efter 12. etape.
Dagen efter på 13. etape, en bjergetape fra Foix til Saint-Lary-Soulan, vandt Ullrich yderligere 46 sekunder på Beloki, der kom i mål sammen med Heras, men tabte et minut til Armstrong, der vandt etapen. I den samlede stilling byttede Ullrich og Beloki plads, så Ullrich var på andenpladsen, 5:13 efter Armstrong og 49 sekunder foran Beloki. På 14. etape fra Tarbes til Luz-Ardiden blev Beloki sat med 31 sekunder, og Ullrich og Armstrong kom sammen i mål på 3. og 4. pladsen, efter vinderen Roberto Laiseka. I den samlede stilling var Ullrich på andenpladsen og havde øget til 1:28 ned til Beloki. På den sidste flade enkeltstart på 18. etape, der gik fra Montlucon over 60,5 km til Saint-Amand-Montron, sikrede Ullrich sig sin samlede andenplads med en tredjeplads på etapen. Ullrich slog Beloki med 53 sekunder på enkeltstarten. Ullrich sluttede 6 minutter og 44 sekunder efter Armstrong i det samlede klassement. Beloki sluttede på løbets samlede tredjeplads 2:21 efter Ullrich.

### 2002-sæsonen, krise, knæskade og karantæne
Jan Ullrich kom ikke til start i Tour de France 2002 på grund af privatlivsproblemer, en genkomst af knæskaden fra 1999-sæsonen, og på grund af en seks måneders dopingkarantæne for brug af amfetamin i forbindelse med en privat fest. I 2002-sæsonen deltog Ullrich blot i Tour of Qatar i januar måned.

### 2003 - Ullrichs comeback-tour
I 2003-udgaven af Tour de France var Ullrich meget tæt på at slå Armstrong. Armstrong havde en føring på blot 15 sekunder i den samlede stilling til Ullrich inden den sidste bjergetape. Inden da havde Ullrich sat Armstrong i bjergene. Det var tredje gang Ullrich og Armstrong kørte mod hinanden i Tour de France. Armstrong havde vundet 43 sekunder på holdenkeltstarten på 4. etape, og var flere gange under hårdt pres af Ullrich og fra T-mobile rytteren Vinokurovs mange udbrud og accelerationer. På 15. etape, den sidste bjergetape, angreb Armstrong med Iban Mayo og Ullrich på hjul på stigningen til skisportsstedet Luz-Ardiden, men styrtede, da en tilskuer og Armstrong kom for tæt på hinanden og cykelstyret blev viklet ind i en pose tilskueren stod med. Ullrich slap udenom, men Mayo røg med i styrtet. Ullrich ventede på Armstrong. Kort efter Armstrong kom op til den gruppe af ryttere, der havde samlet sig på grund af det nedsatte tempo, gik Armstrong i et nyt angreb, hvor ingen kunne sidde med. Ullrich fandt ind i sit jævne tempo, og fik stille og roligt reduceret Armstrongs forspring fra at være over et minut ned til 50 sekunder. Da Ullrich kom i mål med Iban Mayo og Zubeldia på hjul var forspringet reduceret til 40 sekunder efter Armstrong. Det lykkedes Ullrich at spurte sig til 3. pladsen på etapen efter Mayo på 2. pladsen. Efter 15. etape var Ullrich 1:07 efter Armstrong. 
På 18. etape vandt Ullrich en pointspurt foran Armstrong undervejs på etapen, begge efter sprinteren McEwen, og bragte Armstrongs forspring ned på 1:05  inden den afgørende enkeltstart på 19. etape. Ulrich havde på den første enkeltstart i samme Tour slået Armstrong med 1:36. Ruten gik over 49 km fra Pornic til Nantes. Ullrich startede enkeltstarten med rekordhastigheder, og bragte sig hurtigt foran Armstrong med 7 sekunder. Ved første mellemtid satte Ullrich ny bedste tid. Ved anden mellemtid ved 32.5 kilometer satte Ullrich ny bedste tid, men Armstrong var kun 2 sekunder efter. Længere fremme på etapen havde Ullrich øget til 6 sekunder, men styrtede i en udskridning i regnvejr i et sving i en rundkørsel. Ullrich endte på 4. pladsen på etapen 11 sekunder efter Armstrong. Efter enkeltstarten var Ullrich 1:16 efter Armstrong og havde 3:23 til Vinokurov på tredjepladsen.
Udover den meget tætte duel huskes Tour de France 2003 for, at Jan Ullrich kørte i den grønne Bianchi-trøje (billedet) og ikke for Telekom/T-Mobile som alle de øvrige år. Efter sidste etape til Paris var forspringet reduceret til 1:01 og med 3:13 fra Ullrich til Vinokurov på tredjepladsen i det samlede klassement.

### 2004-skuffelsen
Efter det tætte løb i 2003 var forventningerne til Ullrich igen meget store. Armstrong var på vej mod den sjette sejr i træk. Ullrich endte for første gang uden for en podieplacering i den samlede stilling. Hans holdkammerat Andreas Klöden blev nummer to i løbet. Den nye konkurrent Ivan Basso blev nummer tre. Ullrich fik en dårlig start på Touren med en placering som nummer 16 på prologen, hvor han tabte 15 sekunder til Armstrong på den 6.1 kilometer lange strækning. Prologen var en hurtig rute i byen Liege med kun 4 sving, hvor tempospecialsiten Fabian Cancellara gik i den gule trøje to sekunder foran Armstrong.
På 15. etape, en bjergetape til Villlard-de-Lans, satte Ullrich et stærkt angreb ind på kategori 1 stigningen Col de l'Echarasson. Med 57 kilometer til mål gik Ullrich alene af sted fra klassementsgruppen, hvor Floyd Landis var i front for US-postal. Med 55 kilometer igen havde Ullrich et forspring på 35 sekunder. Mancebo var blevet sat i klassementsfeltet. Ved 44,5 kilometer til mål var Ullrich 56 sekunder foran gruppen med Armstrong, Basso samt hjælperytterne Jens Voigt, Carlos Sastre for Team CSC og Jose Azevedo og Landis for US-postal. Ved et stærkt samarbejde mellem Team CSC og US-Postal blev Ullrich indhentet ved 26.5 kilometer til mål. Ullrich sad med klassementet til mål, hvor Armstrong, Basso, Klöden og Ullrich kom samlet i mål som de første på etapen.

Ullrich kørte en god tid på bjergenkeltstarten på 16. etape på den berømte bjergvej til L'Alpe d'Huez, hvor han kom i mål 1:01 efter Armstrong og blev nummer to på etapen. Etapen gik fra dalbyen Bourg d'Oisans over 15.5 kilometer til L'Alpe d'Huez, hvor de 13.8 kilometer var selve stigningen på 1.110 højdemeter med gennemsnitligt 7,9 pct. Klöden blev nummer tre på bjergenkeltstarten 1:41 efter vindertiden og Basso blev nummer otte 2:23 efter vindertiden. På 17. etape fra Bourg d'Oisans til Le Grand Bonard kom Ullrich i mål sammen med en gruppe med Armstrong, Basso og holdkammeraten Klöden.
På den sidste enkeltstart blev Ullrich nummer to efter Armstrong 1:01 efter, Klöden 1:27 efter på tredjepladsen og Basso blev nummer seks 2:50 efter vindertiden. Enkeltstarten var en 55 kilometer lang rute til Besancon. En lettere kuperet rute over 55 kilometer. Ullrich sagde om Klöden efter løbets første bjergetape til La Mongie, at Klöden var i sit livs form, og det derfor kun var rimeligt at lade ham køre sin egen chance og ikke køre som hjælperytter for Ullrich. Klödens tid på den sidste enkeltstart og på bjergenkeltstarten viste, at Klöden i 2004 var stærkere end nogensinde. Armstrong vandt løbet samlet, mens Klöden sluttede som nummer to foran Basso, mens Ullrich blev nummer fire. T-Mobile holdet vandt holdkonkurrencen i 2004.
Ullrich deltog også i OL 2004 i Athen, hvor han havde to medaljer at forsvare fra legene fire år inden. OL-deltagelsen blev ikke den store succes for ham, idet han kom med feltet i mål på en attendeplads i linjeløbet og blev nummer seks i enkeltstarten.

### Den sidste Tour - 2005
Ullrich sluttede på en samlet tredjeplads efter Ivan Basso på 2. pladsen. Det var syvende gang Ullrich var på klassementspodiet i hans otte deltagelser. På 10. etape til Courchevel, der var årets første store bjergetape med etapemål på toppen af et bjerg, tabte Ullrich 2:14 til Armstrong og 1:12 til Basso. På 11. etape fra Courchevel til Briancon, der bød på to stigninger uden for kategori, men sluttede med en nedkørsel til Briancon, kom Ullrich i mål sammen med Armstrong, Rasmusen og Basso. På 14. etape til Ax 3 Domaines tabte Ullrich 0:14 til Basso, der var foran Ullrich i klassementet og satte danskeren Michael Rasmussen, kørende i bjergtrøjen, med 31 sekunder. Sidste stigning, var en kategori 1 stigning efter en stigning uden for kategori. Efter etapen var Michael Rasmussen fortsat 3:23 foran Ullrich i det samlede klassement og Basso på tredjepladsen var 1:48 foran. På 15. etape til Pla d' Adet, der var en hård bjergetape, og sluttede med en stigning uden for kategori tabte Ullrich yderligere 1:24 til Basso og vandt blot 4 sekunder på Rasmussen. Efter 15. etape var Ullrich fortsat på fjerdepladsen 2:49 efter Rasmussen på tredjepladsen. På 18. etape, som sluttede med en stejl, kort stigning til flyvepladsen ved byen Mende, satte Ullrich igen Rasmussen. Rasmussen, på løbets 3. plads, var efter 18. etape 2:12 foran Ullrich.
Spændingen om tredjepladsen stod mellem Ullrich og Rasmussen, hvor der på 20. etape ventede rytterne en enkeltstart på 55 km. Ullrich blev nummer to på den sidste enkeltstart, en kuperet rute, til Saint-Etienne 0:23 efter Armstrong. Basso kom ind som nummer 5 på etapen 1:54 efter. Ullrich sikrede sig på den afgørende enkeltstart tredjepladsen i det samlede klassement. Michael Rasmussen, der var på løbets tredjeplads inden enkeltstarten, med 2:12 til Ullrich, tabte meget tid på enkeltstarten, hvorimod andenpladsen, hvor Basso var placeret, viste sig uden for rækkevidde for enkeltstartsstærke Ullrich. Basso var 3:12 foran Ullrich  inden enkeltstarten og sluttede 1:41 foran Ullrich på andenpladsen i det samlede klassement. Det lykkedes Ullrich at hente 1:31 på Basso, hvilket ikke rakte til at opnå løbets samlede andenplads foran Basso. T-mobile vandt holdkonkurrencen foran Discovery Channel og Team CSC på tredjepladsen.

### Karrierestoppet i juni 2006
Den 30. juni 2006, dagen før Touren begyndte, blev Ullrich, sammen med flere andre topnavne, blandt andet Ivan Basso, udelukket fra Tour de France 2006 på grund af mistanke om bloddoping. Mange topnavne blev relateret til den såkaldte Operación Puerto, hvor den spanske sportslæge Eufemiano Fuentes havde hjulpet Tour de France-ryttere med at anvende bloddoping. Blandt kunder ved Fuentes var flere andre sportsfolk fra andre sportsgrene, der også anvendte Fuentes' bloddopingprogram. Den 21. juli 2006 blev han fyret fra T-Mobile. Ullrich valgte at stoppe karrieren som 33-årig, hvilket han bekendtgjorde på et pressemøde 26. februar 2007.
I forlængelse af udelukkelsen fra Tour de France 2006 blev Ullrich ved Den Internationale Sportsdomstol - CAS - fradømt sejre og væsentlige resultater fra 1. maj 2005 og frem til Ullrichs karriestop i februar 2007. Tredjepladsen i Tour de France i juli 2005 er dog ikke blevet overdraget til Mancebo, der sluttede som nummer fire, da Mancebo også var involveret i afsløringen af sportslægen Fuentes' aktiviteter med idrætsfolk fra blandt andet cykelsport. Den samlede sejr, herunder etapesejren på den afsluttende enkeltstart, i Tour de Suisse 2006 op til Tour de France 2006, blev annulleret. Etapesejren i Giro'en 2006 blev ligeledes annulleret. Etapesejren på enkeltstarten i Tour de Suisse 2005 og den samlede tredjeplads i løbet i 2005 blev ligeledes annulleret med CAS-dommen gældende fra 1. maj 2005 og frem.

## Ullrich som etapeløbsrytter
Ullrichs styrke i de store etapeløb var hans eminente evner på enkeltstart - og bjergenkeltstart - kombineret med det høje, jævne tempo på bjergetaper. Når Ullrich var bedst kunne han køre lige op med de bedste bjergryttere på den tid. En anden styrke i etapeløb var Ullrichs høje niveau hver dag - dog ofte med vanskeligheder på den første bjergetape de fleste af årene han deltog (2000) (2001) (2003) (2004) (2005). Problemet med at omstille fra flad vej eller kuperet terræn til stejle bjergveje gjorde sig ikke gældende i de første år i Ullrichs Tour de France-deltagelser (1996) (1997) (1998). Den fra dag til dag stabile kørsel i bjerge og kuperet terræn gjorde det muligt for Ullrich at opnå topplaceringer i etapeløb med store bjergetaper gennem mange år.

### Jan Ullrich i de tre store etapeløb
Første gang Jan Ullrich deltog i Tour de France, 22 år gammel i 1996, blev han samlet nummer to, efter sin holdkammerat Bjarne Riis, der vandt den samlede sejr. Ullrich vandt ungdomstrøjen i Tour de France tre gange i træk, 1996, 1997 og 1998. Jan Ullrich blev fem gange nummer to (1996, 1998, 2000, 2001, 2003,) i Tour de France. En gang nummer tre og en gang nummer fire, som blev hans laveste placering i løbet de gange han deltog. Ullrich deltog i Tour de France fra 1996 til 2005, på nær i 1999 og 2002, og deltog dermed i alt otte gange.
I 1999 deltog Ullrich ikke i Tour de France på grund af et styrt i Tour De Suisse, men deltog i Vueltaen, hvor han vandt den samlede sejr og to etaper. På den afsluttende enkeltstart slog han Alex Zulle med 2:50, der blev nummer to på etapen. På den første enkeltstart blev Ullrich nummer to 57 sekunder efter Olano og med 1:20 fra Ullrich til tredjepladsen på etapen. Ullrich overtog førertrøjen fra Olano på 12. etape, som var en bjergetape til Arcalis (Andorra) og bar den til mål og vandt den samlede sejr. På samme stigning i 1997 i Tour de France, kørte Ullrich sig i den gule trøje og bar den til Paris og den samlede sejr i løbet.
I 2002 deltog Ullrich ikke i Tour de France på grund af en knæskade. Ullrich deltog i Vuelta a España første gang i 1995, dernæst i 1999 og 2000. Sidste gang Ullrich deltog i en grand tour var i Giro Italia 2006, hvor han vandt enkeltstarten på 10. etape foran Ivan Basso, der vandt løbet samlet. Ullrich deltog i Giro'en to gange i løbet af hans cykelkarriere. Deltagelserne var en del af hans formopbygning til Tour de France senere på cykelsæsonen.

### Ullrich og Armstrong i Tour de France
Ullrich var den eneste klassementsrytter, der på den tid kunne matche den daværende, dominerende rytter i Tour de France - Lance Armstrong, og nogen gange slå Armstrong på enkeltstarterne  i de syv år Armstrong vandt løbet. Meget sjældent så man en klassementsrytter sætte Armstrong på bjergetaper - Ullrich var blandt de få, der gjorde dette. I 2000, på 16. etape fra Courchevel til Morzine, kom han i mål 1:36 før Armstrong. Igen i 2003 satte Ullrich Armstrong i bjergene.
Ullrichs resultater i perioden 1993 til og med 2004 er ikke blevet annulleret på samme måde som Armstrongs er. Armstrong fik frataget samtlige sejre fra 1998 til og med 2005 på grund af brug af doping, som blandt andet blev afsløret med Armstrongs egen efterfølgende indrømmelse i januar 2013. Indrømmelsen skyldtes, at de amerikanske antidoping-myndigheder i deres mere end 1.000 sider lange rapport, som blev offentliggjort i oktober 2012, skrev om Armstrongs (og US-postal-holdets) dopingprogram, at det var "det mest sofistikerede, professionaliserede og succesfulde dopingprogram sportsverdenen nogensinde har set". Også Armstrongs tredjeplads i hans come back-Tour i 2009 er blevet annulleret.

### Tour de Suisse og Ullrich
Etapeløbet Tour de Suisse var det etapeløb Ullrich deltog i flest gange i sin cykelkarriere. I alt 10 gange startede Ullrich i løbet og vandt det i 2004 og 2006, hvor sejren 2006 senere er blevet annulleret. 4 etapesejre blev det til, hvoraf den ene på enkeltstarten i 2006 er annulleret. Løbet består af 9 etaper, hvoraf flere er vanskelige bjergetaper på højde med de tre store grand tours.

## Team Telekom/T-Mobile holdet
Blandt Ullrichs bedste hjælperyttere under Tour de France fra 1996 til 2005 var tyskeren Andreas Klöden (1998 til 2005), Aleksandr Vinokurov (2000 til 2005), Giuseppe Guerini (fra 1999 og frem) og Bjarne Riis (1997 og 1998). Herudover skal nævnes de stærke tyske ryttere i kuperet terræn: Jens Heppner, Udo Bølts og Christian Henn, samt på flad vej Erik Zabel. Sidstnævnte vandt den grønne pointtrøje seks år i træk. Den danske cykelrytter Brian Holm var også med på Team Telekom i 1996, hvor Ullrich blev nummer to efter sin holdkaptajn Bjarne Riis.
De første år i den lange duel mellem Ullrich og Armstrong var det især de lyserøde trøjer fra Telekom-holdet (senere T-Mobile Team) der sås forrest i feltet. Senere blev det de blå trøjer fra US-postal holdet, hvor Armstrong kørte - ofte i den gule trøje. Telekom/T-Mobile vandt holdkonkurrencen i 1997, 2004 og 2005.

## Udmærkelser og andet
Jan Ullrich er placeret som nr. 19 på Hall of Fames liste over de bedste hundrede cykelryttere nogensinde. Nr. 12 på listen over bedste klassementsryttere i de tre store etapeløb. Nr. 9 på listen for deltagelse i Tour de France.
- Han blev kåret til årets sportsmand i Tyskland i 1997 og i 2003.[9]
- Han deltog to gange ved OL; i Sydney 2000 og i Athen 2004.[277]

## Væsentlige resultater

### Store sejre i cykelløb
| - Verdensmesterskabet i landevejscykling - 1993 (Amatør) - VM i enkeltstart - 1999, 2001 - Bronze 1994 - Sommer-OL: - Linjeløb - 2000 - Enkeltstart - 2000 - Tyske mesterskaber - Linjeløb: 1997, 2001 - Enkeltstart: 1995 | - Tour de France: - 1997 - 1996, 1997, 1998 - Vuelta España - 1999 - Tour de Suisse: - 2004, 2006 - HEW Cyclassics 1997 - Coppa Agostoni 2000 - Giro dell'Emilia 2001 - Rund um Köln 2003 - Coppa Sabatini 2004 |

### Deltagelser i Grand Tours - oversigt
|        | 1995 | 1996 | 1997 | 1998 | 1999 | 2000 | 2001 | 2002 | 2003 | 2004 | 2005 | 2006 |
| ------ | ---- | ---- | ---- | ---- | ---- | ---- | ---- | ---- | ---- | ---- | ---- | ---- |
| Giro   | –    | –    | –    | –    | –    | –    | 52   | –    | –    | –    | –    | IG   |
| Tour   | –    | 2    | 1    | 2    | –    | 2    | 2    | –    | 2    | 4    | 3    | –    |
| Vuelta | IG   | –    | –    | –    | 1    | IG   | –    | –    | –    | –    | –    | –    |

Ikke gennemført = IG
Annullerede resultater er gennemstreget

## Sagt om Jan Ullrich
| Citat                           | "Der er ingen tvivl om, at Jan er et fysisk vidunder, der er som skabt fra moder naturs side til at køre på cykel. Hans talent er det største man har set inden for cykelsporten i mange år. Men han har manglet lidt indebrændthed og noget af Erik Zabels stålsatte karakter. Hvis jeg skal sætte ord på, hvad der efter min mening er det mest usædvanlige ved Jan Ullrich, er det nok, at han er så usædvanlig almindelig." | Citat |
| Brian Holm (tidl. holdkammerat) | |       |

| Citat                                                           | "Det er urimeligt at sige, at Jan kunne have vundet. Sandheden er, at hvis ikke Riis havde været der, ville Jan aldrig være blevet nummer to." | Citat |
| Walter Godefroot Om Tour de France 1996 (chef for Team Telekom) | |       |

| Citat                                    | "Hvis ikke Riis havde været ved hans side i 1997, så havde han ikke vundet." | Citat |
| Henrik Jul Hansen Om Tour de France 1997 |                                                                              |       |

## Efter cykelrytterkarrieren
Jan Ullrich har efter karrieren fra 2010 og fremefter deltaget som gæsterytter ved større cykelmotionsarrangementer i Østrig, Frankrig, og Sydtyskland. Ullrich arrangerer i dag cykeltræningsture i blandt andet USA og skriver om turene på hjemmesiden "Velomotion". Endvidere deltager han som kendt person ved velgørenhedsarbejde i Tyskland. Ullrich cykler i dag ca. 10.000 kilometer om året.

## Øvrigt
Jan Ullrichs kælenavn er i løbet af årene blevet til "Den evige to'er", tilnavnet blev givet i Lance Armstrong-perioden. Jan Ulrichs forbillede var Miguel Indurain, som senere blev hans konkurrent i Tour de France 1996. Hans yndlingsfarve er gul, der er ifølge Ullrich en farve, der motiverer ham, og fordi han kan godt lide solsikker.

## Privatliv
Ullrich boede i Merdingen, Tyskland, fra 1994 til 2002 med sin daværende partner Gaby Weiss, med hvem han fik en datter, Sarah Maria, der blev født i 2003. De flyttede til Scherzingen, Münsterlingen, Schweiz, i 2002. Efter at de gik fra hinanden i 2005, fortsatte Ullrich med at bo i Scherzingen, mens Weiss og datteren flyttede tilbage til Merdingen.
I september 2006 blev Ullrich gift med Sara Steinhauser, søster til hans forhenværende holdkammerat og træningspartner, Tobias Steinhauser. De fik tre sønner, men gik fra hinanden i 2018. I 2016 flyttede han og familien til Mallorca, hvor Ullrich i 2018 bor med sin nye kæreste.
I 2014 var Ullrich impliceret i en trafikulykke i Schweiz, hvor han kørte i påvirket tilstand og mistede kørekortet.